# Contre-feux
Contre-feux est un essai en deux volumes de Pierre Bourdieu paru en 1998 aux éditions Raisons d'agir. 
Le premier tome est sous-titré Propos pour servir à la résistance contre l'invasion néo-libérale.
Le deuxième tome, Pour un mouvement social européen, regroupe de nombreux propos quant à l'Europe, bien que d'autres sujets y figurent. Y apparaît par exemple la volonté, l'effort étatiques pour perdre le pouvoir, permettant aux nations de se dédouaner des responsabilités sociales. 